# Ctenomys peruanus
Ctenomys peruanus és una espècie de mamífer rosegador histricomorf de la família dels tuco-tucos que viu en sòls àrids i sorrencs al Perú, l'oest de Bolívia i el nord de l'Argentina i Xile.